# 十川村
十川村（とおかわむら）は、高知県幡多郡にあった村。
現在の四万十町の西端、予土線・十川駅の周辺にあたる。

## 地理
- 山岳：崎山、石鎚山、鷹の巣山
- 河川：四万十川、長沢川

## 歴史
- 1889年（明治22年）4月1日 - 町村制の施行により、大野村・戸川村・烏村・地芳村・川口村・弘瀬村・井崎村の区域をもって発足。
- 1957年（昭和32年）8月1日 - 昭和村と合併して十和村が発足。同日十川村廃止。
  - 同日、本村の7大字のうち大野は十川、烏は古城にそれぞれ改称。

## 交通

### 鉄道路線
現在は旧村域に予土線の十川駅が所在するが、当時は未開業。